# کوئک لنگ چان
کوئک لنگ چان (انگلیسی: Quek Leng Chan؛ زادهٔ ۱ ژانویهٔ ۱۹۴۱) کارآفرین، بانکدار و سرمایه‌دار اهل مالزی است.